# 모누론
모누론(Monuron, N'-(4-Chlorophenyl)-N,N-dimethylurea, (CH3)2N-CO-NH-C6H4-Cl)은 N'-(4-클로로페닐)-N,N-디메틸우레아 및 이를 25%이상 함유한 혼합물질로 약한 냄새를 가지고 있으며, 흰색의 결정(가루) 형태를 띠고 있다.
적은 양은 식물 성장을 가속하며, 10 kg/ha을 살포하면 작물과 초지를 파괴하며, 20–30 kg/ha를 살포하면 토양이 완전히 황폐화된다. 발암물질로, 인체에 만성 흡입 노출시 진폐증 유발함 초기 증상으로 호흡 곤란이 나타나며 X-레이 폐사진에 그늘이 보임 지속적으로 이 물질에 노출되면 태아 발육에 신체적 결함(기형발생)을 야기할 수 있다.
이 약품은 베트남전에서 1962년부터 1964년까지 제초제로 사용되었으며, 또한 1968년 4월 15일부터 4월 28일까지 한국의 DMZ에 뿌려지기도 했다.

## 대한민국
에이전트 오렌지와 에이전트 블루는 1960년대말(1968년 4월 1일~1971년 8월 31일)에 한국에서도 사용되었다. 비무장지대(DMZ)를 따라 이 약품을 뿌린 것은 미군이 아니라 한국군이었다.
해제된 미국방부 문서 즉, 주한미군사령부가 지난 1968년 미국 화생방사령부에 보낸 《고엽제 살포작전 평가보고서》에 의하면, 주한미군은 1968년 김신조 등 무장 간첩들이 일으킨 1.21 사태이후 〈식물통제계획 1968〉(Vegetation Control Plan CY1968)이라는 작전계획을 세워 한미 합동으로 서부전선에서 동부전선까지 휴전선 비무장지대(DMZ) 남방한계선 이남 민간인 통제구역일대 2,200만평에 고엽제를 집중 살포했다.
보고서에 따르면 고엽제 살포작전은 당시 본 스틸(Charles H. Bonesteel) 주한미군사령관이 미국 정부에 건의해 딘 러스크(Dean Rusk) 미 국무장관의 승인을 받은 뒤 1968년 9월 20일 정일권 국무총리의 재가를 받아 실시된 것으로 밝혀졌다.
고엽제는 비무장지대 철책 양쪽 100ｍ 전방관측소와 전술도로 주변 30ｍ 이내에 집중적으로 뿌려졌으며 작전계획은 미군이 세웠으나 실제 살포작업에는 한국군 장병들이 대거 투입됐다고 보고서는 밝히고 있다. 당시 작전에 동원됐던 장병들은 단순히 제초제를 뿌리는 정도로만 알고 아무런 사전교육이나 방독면 등 보호장비 없이 고엽제를 살포하는 바람에 대부분 후유증을 앓고 있을 것으로 추정된다.
살포된 고엽제는 모뉴론(1968년 4월 15일부터 살포), 에이전트 오렌지(1968년 5월 15일부터 살포), 에이전트 블루' 등 3가지 종류로 21,000갤런(315드럼) 분량의 원액을 경유와 3 : 50의 비율로 섞어 뿌린 것으로 나타났다.
오클라호마 대학 알빈 영 박사가 미 국방부 용역을 받아 2006년 12월 국방부에 제출한 고엽제 보고서에 따르면, 분말 형태의 제초제인 모뉴론은 397,800 파운드가 살포되었으며, 한국군들은 모뉴론을 철모에 담아 손을 이용해 뿌리기도 했다고 적고 있다. 1968년 4월 15일부터 4월 28일까지 손 또는 기계로 1560에이커에 걸쳐 1에이커당 255파운드씩 모두 397,800 파운드를 뿌렸다고 밝혔다.
1960년대말 또는 1970년대 초에 수천병의 병사들이 치명적인 고엽제에 접촉되었을 지도 모른다고 두려워했다고 한다. 한국의 최고위 관리에 따르면, 3만명 이상의 한국 전역 군인이 고엽제 노출로 인한 질환을 앓고 있다고 말했다. 고엽제에 노출된 정확한 전역 군인의 수는 알려지지 않았다. 그러나 1968년부터 1969년까지 DMZ를 따라 제2보병사단, 제23 보병연대, 3중대 상사로 근무했던 노스캐롤라이나 출신의 C. 데이비드 벤보우에 의하면, 당시 DMZ를 따라 4,000명 정도가 접촉했을 것이라는 증언을 하였다.

## 같이 보기
- 고엽제
- 랜치 핸드 작전